# Robert Van Kerkhoven
Robert Van Kerkhoven (1 de outubro de 1924) foi um futebolista belga que competiu na Copa do Mundo FIFA de 1954.